# WWE Cruiserweight Championship (1991–2007)
WWE Cruiserweight Championship – nieaktywny tytuł mistrzowski profesjonalnego wrestlingu, stworzony i oryginalny promowany w World Championship Wrestling (WCW) i później w World Wrestling Federation/Entertainment (WWF/WWE). Mogli o niego walczyć wrestlerzy tzw. dywizji cruiserweight ważący maksymalnie 102 kilogramów. Po kupnie WCW przez WWF w 2001, mistrzostwo zastąpiło WWF Light Heavyweight Championship. Po wprowadzeniu pierwszego podziału WWE na brandy w 2002, tytuł stał się ekskluzywny dla brandu SmackDown! i był tam broniony do czasu dezaktywacji.
Mistrzostwo zostało wprowadzone w WCW w 1996, gdzie Shinjiro Otani był jego inauguracyjnym posiadaczem. Mimo to, po kupnie WCW przez WWF/WWE, nowy właściciel uznaje Cruiserweight Championship jako kontynuację historii WCW Light Heavyweight Championship, którego pierwszym właścicielem był Brian Pillman. Cruiserweight Championship zostało zawieszone, a następnie zdezaktywowane w 2007, gdzie jego ostatnim właścicielem był Hornswoggle.
W 2016 utworzono nowy WWE Cruiserweight Championship, gdzie pomimo dzielenia tej samej nazwy, oba tytuły mają osobną listę mistrzów. Nowy Cruiserweight Championship posiada również zmniejszony limit wagi (do 93 kilogramów).

## Historia

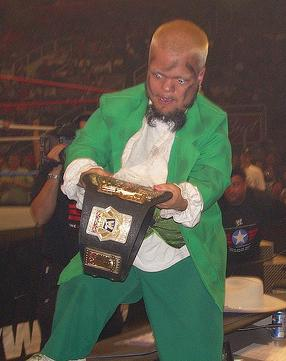
Hornswoggle, który był ostatnim Cruiserweight Championem.

WWE Cruiserweight Championship był wcześniej uznawany jako WCW Light Heavyweight Championship; tytuł, który był uważany jako odseparowany od WCW Cruiserweight Championship w tamtym czasie przez WCW. Po tym jak zaprezentowano Light Heavyweight Title w 1991, odbył się turniej wyłaniający pierwszego mistrza. 27 października 1991, Brian Pillman pokonał Richarda Mortona w finale turnieju zdobywając tytuł. Jednakże kiedy Brad Armstrong musiał porzucić tytuł ze względu na kontuzję 2 września 1992, tytuł stał się nieaktywny. 20 marca 1996, Shinjiro Otani pokonał The Pegasus Kida (Chrisa Benoit) w decydującym meczu o posiadacza WCW Cruiserweight Championship.
W marcu 2001, World Wrestling Federation (WWF) zakupiło World Championship Wrestling. Niedługo później odbył się storyline "The Invasion" (związany z wrestlerami z WCW/ECW), gdzie grupa The Alliance ostatecznie została rozwiązana. Po gali Survivor Series 2001, nazwa tytułu została zmieniona na WWF Cruiserweight Championship, tym samym dezaktywując WWF Light Heavyweight Championship. Po zmianie nazwy z World Wrestling Federation na World Wrestling Entertainment w 2002, akronim tytułu również został zmieniony na WWE. Tego samego roku, mistrzostwo stało się ekskluzywne dla brandu SmackDown.
28 września 2007, tytuł został zawieszony po tym jak ostatni mistrz, Hornswoggle, został pozbawiony tytułu przez generalną menadżerkę SmackDown Vickie Guerrero. Hornswoggle wygrał mistrzostwo w Cruiserweight Open na tegorocznej gali The Great American Bash. Ostatni raz tytuł był broniony 31 sierpnia na tygodniówce SmackDown, gdzie Hornswoggle pokonał Jamiego Noble’a.
3 marca 2008, WWE usunęło mistrzostwo z listy aktywnych na swojej oficjalnej stronie, gdzie przez pół roku znajdował się jako „zwakowany”. Tuż po tym, tytuł został przeniesiony do strony z nieaktywnymi mistrzostwami. W ten sposób, tytuł został definitywnie zdezaktywowany.

## Panowania
Gregory Helms podczas jednego panowania posiadał tytuł najdłużej - 385 dni. Helms wygrał mistrzostwo na gali Royal Rumble w 2006, wygrywając Cruiserweight Open oraz będąc oryginalnie członkiem brandu Raw, lecz po wygranej przeniesiono go na SmackDown. Stracił tytuł dopiero na gali No Way Out w 2007 (trzynaście miesięcy później) na rzecz Chavo Guerrero. Psicosis miał tytuł najkrócej, gdyż jego panowanie trwało około godziny. Rey Mysterio Jr. miał tytuł osiem razy (pięć razy w WCW i trzy w WWE), najwięcej w historii. Trzy kobiety posiadały mistrzostwo, a były to Madusa i Daffney z WCW oraz Jacqueline z WWE.